# Coriolan Bucur
Coriolan Bucur (n. 3 ianuarie 1948) este un fost deputat român în legislatura 1990-1992 și în legislatura 1992-1996, ales în județul Mureș pe listele partidului PUNR. În cadrul activității sale parlamentare în legislatura 1990-1992, Coriolan Bucur a fost membru în grupurile parlamentare de prietenie cu Republica Federală Germania, Statul Israel, Franța, Republica Coreea și Ungaria. 